# Vassago (Dämon)

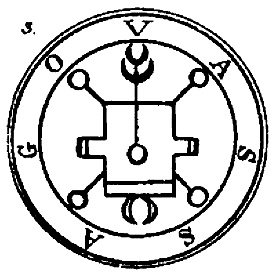
Siegel Vassagos

Vassago ist eine fiktive Figur. Laut mehreren Schriften der Dämonologie, wie der Ars Goetia, ist ein mächtiger Prinz der Hölle.

## Beschreibung
Vassago wird beschrieben als ein Dämonenprinz, der Zauberern vergangene und zukünftige Ereignisse zeigt und ihnen hilft, verlorene Gegenstände zu lokalisieren. Er verfügt über 26 Legionen von Dämonen und gilt ähnlich wie Seere als guter Geist „von derselben Natur wie Agares“.
Vassago wird in der Ars Goetia als dritter Geist erwähnt. Laut The Goetia of Dr Rudd ist er der Gegenspieler eines Engels namens Sitael.

## Populärkultur
Vassago ist ein fester Bestandteil der Heftroman-Serie Professor Zamorra, wo er neben Asmodis, Agares, Astaroth und Zarkar als Erzdämon bezeichnet wird. Werner Kurt Giesa beschrieb ihn als: „... Dämon der Hölle, der seit Äonen auf Erlösung hofft und deshalb bemüht ist, nicht nur böse zu sein, sondern auch Gutes zu tun, um sein positives Punktekonto zu erhöhen. Dadurch wird er mehr oder weniger zum Helfer vieler Weißmagier ...“ Magier können in der Serie den Spiegels des Vassago nutzen, „eine Wasserfläche beliebiger Größe ... die durch die Beschwörung Vassagos in eine Art Spiegel verwandelt wird, in welchem die Dinge sichtbar werden, die der Beschwörende sehen möchte bzw. die Vassago ihm zeigen kann.“